# Italian Football League 2009
L'Italian Football League 2009 è stata la 2ª edizione del campionato di football americano organizzato dalla IFL.

## Stagione regolare

### Calendario

#### 1ª giornata
| 8 marzo 2009 | Lions Bergamo | 13 – 31 | Giants Bolzano |  |

| Scandiano 8 marzo 2009, ore 16:00 CEST | Hogs Reggio Emilia | 20 – 27 (0-6 6-14 6-0 8-7) | Panthers Parma | Stadio Andrea Torelli (500 spett.) |
| \| \| \| \| \| Mittasch Q2 (TD) 8yd run Vaccari Q3 (TD) 9yd run Lazzaretti L. Q4 (TD) 5yd pass da Diaz Lazzaretti L. Q4 (tpc) pass da Diaz \| Marcatori \| McIntyre Q1 (TD) 23yd pass da Craddock Gavesi Q2 (TD) 32yd pass da Craddock Gavesi Q2 (pat) McIntyre Q2 (TD) 8yd pass da Craddock Gavesi Q2 (pat) Tully Q4 (TD) 1yd run Gavesi Q4 (pat) \| |                    | |                |                                    |
| |                    | |                |                                    |
| Mittasch Q2 (TD) 8yd run Vaccari Q3 (TD) 9yd run Lazzaretti L. Q4 (TD) 5yd pass da Diaz Lazzaretti L. Q4 (tpc) pass da Diaz | Marcatori          | McIntyre Q1 (TD) 23yd pass da Craddock Gavesi Q2 (TD) 32yd pass da Craddock Gavesi Q2 (pat) McIntyre Q2 (TD) 8yd pass da Craddock Gavesi Q2 (pat) Tully Q4 (TD) 1yd run Gavesi Q4 (pat) |                |                                    |

#### 2ª giornata
| Bologna 14 marzo 2009 | Doves Bologna | 20 – 41 | Giants Bolzano | Stadio Arcoveggio |

| 20 marzo 2009 | Panthers Parma | 30 – 26 | Lions Bergamo |  |

#### 3ª giornata
| 21 marzo 2009 | Dolphins Ancona | 14 – 12 | Elephants Catania |  |

| Bologna 21 marzo 2009 | Warriors Bologna | 20 – 40 | Giants Bolzano | Alfheim Field – Centro sportivo "Giorgio Bernardi" |

| 22 marzo 2009 | Panthers Parma | 26 – 33 | Marines Lazio |  |

| Milano 22 marzo 2009, ore 15:00 CEST | Kobra Rhinos Milano | 7 – 28 (0-0 7-14 0-14 0-0) | Hogs Reggio Emilia | Velodromo Maspes-Vigorelli, via Arona 9 (600 spett.) |
| \| \| \| \| \| Butler Q2 (TD) 20yd run Scirè Q2 (pat) \| Marcatori \| Fiorillo Q2 (TD) 1yd run Iotti Q2 (pat) Mittasch Q2 (TD) 57yd pass da Diaz Iotti Q2 (pat) Vaccari Q3 (TD) 25yd run Iotti Q3 (pat) Mittasch Q3 (TD) 1yd run Iotti Q3 (pat) \| |                     | |                    |                                                      |
| |                     | |                    |                                                      |
| Butler Q2 (TD) 20yd run Scirè Q2 (pat) | Marcatori           | Fiorillo Q2 (TD) 1yd run Iotti Q2 (pat) Mittasch Q2 (TD) 57yd pass da Diaz Iotti Q2 (pat) Vaccari Q3 (TD) 25yd run Iotti Q3 (pat) Mittasch Q3 (TD) 1yd run Iotti Q3 (pat) |                    |                                                      |

#### 4ª giornata
| Scandiano 28 marzo 2009, ore 18:00 CEST | Hogs Reggio Emilia | 19 – 26 6-0 6-0 7-20 0-6 | Ford Doves Bologna | Stadio Andrea Torelli (150 spett.) |
| \| \| \| \| \| Trenti Q1 (TD) 43yd run Mittasch Q2 (TD) 13yd run Mittasch Q3 (TD) 75yd kickoff return Iotti Q3 (pat) \| Marcatori \| Manderino Q3 (TD) 4yd run Scaglia Q3 (TD) 9yd run Ghirotti Q3 (pat) Manderino Q3 (TD) 10yd run Ghirotti Q3 (pat) Manderino Q4 (TD) 17yd run \| |                    | |                    |                                    |
| |                    | |                    |                                    |
| Trenti Q1 (TD) 43yd run Mittasch Q2 (TD) 13yd run Mittasch Q3 (TD) 75yd kickoff return Iotti Q3 (pat) | Marcatori          | Manderino Q3 (TD) 4yd run Scaglia Q3 (TD) 9yd run Ghirotti Q3 (pat) Manderino Q3 (TD) 10yd run Ghirotti Q3 (pat) Manderino Q4 (TD) 17yd run |                    |                                    |

| 29 marzo 2009 | Giants Bolzano | 27 – 6 | Rhinos Milano |  |

| 29 marzo 2009 | Lions Bergamo | 35 – 21 | Elephants Catania |  |

| 29 marzo 2009 | Panthers Parma | 14 – 0 | Dolphins Ancona |  |

#### 5ª giornata
| 5 aprile 2009 | Dolphins Ancona | 37 – 36 | Rhinos Milano |  |

| 5 aprile 2009 | Elephants Catania | 13 – 25 | Warriors Bologna |  |

| 5 aprile 2009 | Marines Lazio | 31 – 14 | Lions Bergamo |  |

| 5 aprile 2009 | Panthers Parma | 47 – 16 | Doves Bologna |  |

#### 6ª giornata
| 11 aprile 2009 | Giants Bolzano | 36 – 38 | Panthers Parma |  |

| 11 aprile 2009 | Lions Bergamo | 42 – 14 | Doves Bologna |  |

| Ostia 11 aprile 2009, ore 18:00 CEST | Marines Lazio | 27 – 31 (0-14 14-3 6-0 7-14) | Hogs Reggio Emilia | Stadio Pasquale Giannattasio, via Mar Arabico (200 spett.) |
| \| \| \| \| \| Simms Q2 (TD) 6yd pass da Eyde Cerratti Q2 (pat) Iaccarino Q2 (TD) endzone punt recover Cerratti Q2 (pat) Pruitt Q3 (TD) 6yd pass da Eyde Polidori Q4 (TD) 78yd pass da Eyde Cerratti Q4 (pat) \| Marcatori \| Mittasch Q1 (TD) 34yd run Iotti Q1 (pat) Mittasch Q1 (TD) 11yd run Iotti Q1 (pat) Iotti Q2 (FG) 31yd field goal Diaz Q4 (TD) 48yd pass da Mittasch Iotti Q4 (pat) Zanni Q4 (TD) 3yd run Iotti Q4 (pat) \| |               | |                    |                                                            |
| |               | |                    |                                                            |
| Simms Q2 (TD) 6yd pass da Eyde Cerratti Q2 (pat) Iaccarino Q2 (TD) endzone punt recover Cerratti Q2 (pat) Pruitt Q3 (TD) 6yd pass da Eyde Polidori Q4 (TD) 78yd pass da Eyde Cerratti Q4 (pat) | Marcatori     | Mittasch Q1 (TD) 34yd run Iotti Q1 (pat) Mittasch Q1 (TD) 11yd run Iotti Q1 (pat) Iotti Q2 (FG) 31yd field goal Diaz Q4 (TD) 48yd pass da Mittasch Iotti Q4 (pat) Zanni Q4 (TD) 3yd run Iotti Q4 (pat) |                    |                                                            |

| Bologna 16 maggio 2009 | Warriors Bologna | 27 – 41 | Dolphins Ancona | Alfheim Field – Centro sportivo "Giorgio Bernardi" |

#### 7ª giornata
| 19 aprile 2009 | Dolphins Ancona | 26 – 55 | Marines Lazio |  |

| Catania 19 aprile 2009, ore 13:30 CEST | Elephants Catania | 14 – 49 0-28 7-14 0-0 7-7 | Hogs Reggio Emilia | Stadio CUS Catania (150 spett.) |
| \| \| \| \| \| LeMarr Q2 (TD) 15yd pass da Garipoli Mannino Q2 (pat) Mangano Q4 (TD) 49yd pass da Garipoli Mannino Q4 (pat) \| Marcatori \| Mittasch Q1 (TD) 51yd run Iotti Q1 (pat) Mittasch Q1 (TD) 22yd run Iotti Q1 (pat) Trenti Q1 (TD) 13yd run Iotti Q1 (pat) Errico Q1 (TD) 76yd interception return Iotti Q1 (pat) Mittasch Q2 (TD) 12yd run Iotti Q2 (pat) Mittasch Q2 (TD) 13yd run Iotti Q2 (pat) Mittasch Q4 (TD) 7yd run Iotti Q4 (pat) \| |                   | |                    |                                 |
| |                   | |                    |                                 |
| LeMarr Q2 (TD) 15yd pass da Garipoli Mannino Q2 (pat) Mangano Q4 (TD) 49yd pass da Garipoli Mannino Q4 (pat) | Marcatori         | Mittasch Q1 (TD) 51yd run Iotti Q1 (pat) Mittasch Q1 (TD) 22yd run Iotti Q1 (pat) Trenti Q1 (TD) 13yd run Iotti Q1 (pat) Errico Q1 (TD) 76yd interception return Iotti Q1 (pat) Mittasch Q2 (TD) 12yd run Iotti Q2 (pat) Mittasch Q2 (TD) 13yd run Iotti Q2 (pat) Mittasch Q4 (TD) 7yd run Iotti Q4 (pat) |                    |                                 |

| 19 aprile 2009 | Rhinos Milano | 21 – 14 | Warriors Bologna |  |

#### 8ª giornata
| Bologna 25 aprile 2009 | Doves Bologna | 28 – 32 | Dolphins Ancona | Stadio Arcoveggio |

| 25 aprile 2009 | Elephants Catania | 9 – 54 | Giants Bolzano |  |

| Scandiano 25 aprile 2009, ore 15:30 CEST | Hogs Reggio Emilia | 24 – 35 (6-7 6-14 0-14 12-0) | Lions Bergamo | Stadio Andrea Torelli (200 spett.) |
| \| \| \| \| \| Vaccari Q1 (TD) 2yd run Iotti Q2 (FG) 34yd field goal Iotti Q2 (FG) 35yd field goal Diaz Q4 (TD) 13yd pass da Lazzaretti L. Cordes Q4 (TD) 47yd interception return \| Marcatori \| Harris Q1 (TD) 6yd pass da Mackey Marone Q1 (pat) Brugali Q2 (TD) 15yd pass da Mackey Marone Q2 (pat) Prandelli Q2 (TD) 17yd pass da Mackey Marone Q2 (pat) Mackey Q3 (TD) 8yd run Marone Q3 (pat) Harris Q3 (TD) 6yd pass da Mackey Marone Q3 (pat) \| |                    | |               |                                    |
| |                    | |               |                                    |
| Vaccari Q1 (TD) 2yd run Iotti Q2 (FG) 34yd field goal Iotti Q2 (FG) 35yd field goal Diaz Q4 (TD) 13yd pass da Lazzaretti L. Cordes Q4 (TD) 47yd interception return | Marcatori          | Harris Q1 (TD) 6yd pass da Mackey Marone Q1 (pat) Brugali Q2 (TD) 15yd pass da Mackey Marone Q2 (pat) Prandelli Q2 (TD) 17yd pass da Mackey Marone Q2 (pat) Mackey Q3 (TD) 8yd run Marone Q3 (pat) Harris Q3 (TD) 6yd pass da Mackey Marone Q3 (pat) |               |                                    |

| 25 aprile 2009 | Panthers Parma | 14 – 20 | Rhinos Milano |  |

| 26 aprile 2009 | Marines Lazio | 31 – 0 | Warriors Bologna |  |

#### 9ª giornata
| Bologna 2 maggio 2009 | Doves Bologna | 13 – 19 | Elephants Catania | Stadio Arcoveggio |

| Scandiano 2 maggio 2009, ore 20:00 CEST | Hogs Reggio Emilia | 41 – 21 (14-7 12-7 8-0 7-7) | Warriors Bologna | Stadio Andrea Torelli (300 spett.) |
| \| \| \| \| \| Mittasch Q1 (TD) 53yd run Mittasch Q1 (TD) 33yd run Diaz Q1 (tpc) rush Mittasch Q2 (TD) 24yd run Mittasch Q2 (TD) 55yd run Mittasch Q3 (TD) 1yd run Diaz Q3 (tpc) rush Mittasch Q4 (TD) 7yd run Iotti Q4 (pat) \| Marcatori \| Arena Q1 (TD) 4yd run Guerra Q1 (pat) Parlangeli Q2 (TD) 13yd pass da Meyer Guerra Q2 (pat) Arena Q4 (TD) 14yd run Guerra Q4 (pat) \| |                    | |                  |                                    |
| |                    | |                  |                                    |
| Mittasch Q1 (TD) 53yd run Mittasch Q1 (TD) 33yd run Diaz Q1 (tpc) rush Mittasch Q2 (TD) 24yd run Mittasch Q2 (TD) 55yd run Mittasch Q3 (TD) 1yd run Diaz Q3 (tpc) rush Mittasch Q4 (TD) 7yd run Iotti Q4 (pat) | Marcatori          | Arena Q1 (TD) 4yd run Guerra Q1 (pat) Parlangeli Q2 (TD) 13yd pass da Meyer Guerra Q2 (pat) Arena Q4 (TD) 14yd run Guerra Q4 (pat) |                  |                                    |

| 2 maggio 2009 | Marines Lazio | 40 – 20 | Rhinos Milano |  |

#### 10ª giornata
| Scandiano 9 maggio 2009, ore 20:00 CEST | Hogs Reggio Emilia | 14 – 19 (0-7 0-0 14-6 0-6)                                                                                             | Dolphins Ancona | Stadio Andrea Torelli (100 spett.) |
| \| \| \| \| \| Mittasch Q3 (TD) 36yd run Iotti Q3 (pat) Mittasch Q4 (TD) 13yd run Iotti Q4 (pat) \| Marcatori \| Ciasulli Q1 (TD) 6yd pass da Pentello Soltana Q1 (pat) Pentello Q3 (TD) 1yd run Ciasulli Q4 (TD) 21yd pass da Pentello \| |                    | |                 |                                    |
| |                    | |                 |                                    |
| Mittasch Q3 (TD) 36yd run Iotti Q3 (pat) Mittasch Q4 (TD) 13yd run Iotti Q4 (pat) | Marcatori          | Ciasulli Q1 (TD) 6yd pass da Pentello Soltana Q1 (pat) Pentello Q3 (TD) 1yd run Ciasulli Q4 (TD) 21yd pass da Pentello |                 |                                    |

| Bologna 9 maggio 2009 | Warriors Bologna | 21 – 42 | Lions Bergamo | Alfheim Field – Centro sportivo "Giorgio Bernardi" |

| 10 maggio 2009 | Elephants Catania | 28 – 27 | Panthers Parma |  |

| 10 maggio 2009 | Giants Bolzano | 18 – 13 | Marines Lazio |  |

| 10 maggio 2009 | Rhinos Milano | 27 – 13 | Doves Bologna |  |

#### 11ª giornata
| 23 maggio 2009 | Dolphins Ancona | 24 – 45 | Lions Bergamo |  |

| Arbitro: | Liguori |

| |           | |
| Greene Q1 (TD) 41yd pass da Marty Marty Q1 (pat) Greene Q2 (TD) 18yd pass da Marty Marty Q1 (pat) Piva Q2 (TD) 4yd pass da Marty Marty Q2 (pat) Bonacci Q3 (TD) 22yd pass da Marty Marty Q3 (pat) Panzani Q3 (TD) 12yd pass da Marty Marty Q4 (TD) 2yd run | Marcatori | Diaz Q1 (TD) 9yd pass da Lazzaretti L. Iotti Q1 (pat) Mittasch Q2 (TD) 48yd run Iotti Q2 (pat) Mittasch Q3 (TD) 6yd run Iotti Q3 (pat) Diaz Q4 (TD) 10yd pass da Lazzaretti L. |

| Bologna 23 maggio 2009 | Warriors Bologna | 42 – 56 | Panthers Parma | Alfheim Field – Centro sportivo "Giorgio Bernardi" |

| 24 maggio 2009 | Marines Lazio | 42 – 7 | Doves Bologna |  |

| 24 maggio 2009 | Rhinos Milano | 49 – 28 | Elephants Catania |  |

#### 12ª giornata
| Bologna 30 maggio 2009 | Doves Bologna | 17 – 0 | Warriors Bologna | Stadio Arcoveggio |

| 31 maggio 2009 | Elephants Catania | 28 – 21 | Marines Lazio |  |

| 30 maggio 2009 | Giants Bolzano | 48 – 21 | Dolphins Ancona |  |

| 31 maggio 2009 | Lions Bergamo | 43 – 27 | Rhinos Milano |  |

### Classifica
- PCT = percentuale di vittorie, G = partite giocate, V = partite vinte, P = partite perse, PF = punti fatti, PS = punti subiti
- La qualificazione ai play-off è indicata in verde

| Pos. | Squadra            | PCT | G | V | P | PF  | PS  |
| ---- | ------------------ | --- | - | - | - | --- | --- |
| 1    | Giants Bolzano     | 889 | 9 | 8 | 1 | 335 | 167 |
| 2    | Marines Lazio      | 667 | 9 | 6 | 3 | 293 | 170 |
| 3    | Panthers Parma     | 667 | 9 | 6 | 3 | 279 | 221 |
| 4    | Lions Bergamo      | 667 | 9 | 6 | 3 | 295 | 223 |
| 5    | Dolphins Ancona    | 556 | 9 | 5 | 4 | 214 | 279 |
| 6    | Hogs Reggio Emilia | 444 | 9 | 4 | 5 | 253 | 216 |
| 7    | Rhinos Milano      | 444 | 9 | 4 | 5 | 213 | 246 |
| 8    | Elephants Catania  | 333 | 9 | 3 | 6 | 172 | 287 |
| 9    | Doves Bologna      | 222 | 9 | 2 | 7 | 154 | 269 |
| 10   | Warriors Bologna   | 111 | 9 | 1 | 8 | 170 | 302 |

## Playoff
|  | Semifinali | Semifinali     | Semifinali |               |    | II Italian Superbowl | II Italian Superbowl | II Italian Superbowl |  |
|  |            |                |            |               |    |                      |                      |                      |  |
|  | 1          | Giants Bolzano | 28         |               |    |                      |                      |                      |  |
|  | 1          | Giants Bolzano | 28         |               |    |                      |                      |                      |  |
|  | 4          | Lions Bergamo  | 21         |               |    |                      |                      |                      |  |
|  | 4          | Lions Bergamo  | 21         |               | 1  | Giants Bolzano       | 35                   |                      |  |
|  |            |                |            |               | 1  | Giants Bolzano       | 35                   |                      |  |
|  |            |                | 2          | Marines Lazio | 21 |                      |                      |                      |  |
|  | 2          | Marines Lazio  | 2          | Marines Lazio | 21 | 42                   |                      |                      |  |
|  | 2          | Marines Lazio  |            |               |    |                      |                      |                      |  |
|  | 3          | Panthers Parma | 40         |               |    |                      |                      |                      |  |

### Semifinali
| Bolzano 13 giugno 2009 | Giants Bolzano | 28 – 21 (7-7, 7-7, 7-7, 0-7) | Lions Bergamo |  |

| Roma 14 giugno 2009 | Marines Lazio | 42 – 40 (7-7, 20-14, 0-14, 13-7) | Panthers Parma |  |

### II Italian Superbowl
La partita finale, chiamata II Italian Superbowl è stata giocata il 29 giugno 2009 a Milano Marittima, ed è stata vinta dai Giants Bolzano sui Marines Lazio per 35 a 21.
- Giants Bolzano campioni d'Italia IFL 2009 e qualificati alla European Football League 2010.